# Акрамов, Рустам Акрамович
Рустам Акрамович Акрамов (узб. Rustam Akramovich Akramov; 11 августа, 1948 года; Янгибазар, Ташкентская область, Узбекская ССР, СССР — 15 февраля 2022) — советский и узбекистанский футболист, футбольный тренер, специалист и функционер. Заслуженный тренер Республики Узбекистан. Награждён медалью «Шухрат».

## Биография
Родился 11 августа 1948 года в городке Янгибазар, недалеко от Ташкента.
В 1970 году окончил отделение футбола Узбекского государственного института физической культуры по специальности «футбольный тренер». Также учился аспирантуре в Московском институте физической культуры. В 1975 году защитил кандидатскую диссертацию на тему: «Исследования методов отбора и подготовка сборных команд».
В 1967—1973 годах играл в составе ташкентского «Политотдела» и «Пахтакора». В 1974 году начал тренерскую деятельность и тренировал молодёжную команду московского «ЦСКА».
По окончании аспирантуры работал преподавателем в Уз. ГИФК, занимался научным исследованием, являлся научным консультантом главного тренера команды «Пахтакор». В 1978 году стал заведующим кафедрой «Государственного института физической культуры Узбекистана». В этой должности Акрамов работал до 1987 года. В 1984 году получил звание доцента. На рубеже 1980-х и 1990-х годов работал в Алжире, тренировал клуб «УСМ Алжир» (1990—1991) и состоял в тренерском штабе национальной сборной Алжира. В 1987—1989 годах являлся профессором кафедры футбола Алжирского национального университета. В те годы Рустам Акрамов повышал свою тренерскую квалификацию во французском футбольном клубе «Бордо».
В 1992 году после обретения Узбекистаном независимости, была основана сборная Узбекистана по футболу. Тренерами новой сборной были назначены Рустам Акрамов и Берадор Абдураимов. Под его руководством сборная Узбекистана стала призёром Кубка Центральной Азии.
В 1994 году сборная Узбекистана выиграла международный турнир Кубок Независимости. А в конце года, на летних Азиатских играх которые проходили в японском городе Хиросима, сборная Узбекистана стал чемпионом турнира, одолев в финале сборную Китая. В это же время, Рустам Акрамов являлся тренером ташкентского «Пахтакора» и проработал в клубе один сезон. После победы сборной Узбекистана на турнире в Хиросиме, Рустам Акрамов был награждён государственным медалем «Шухрат», и получил звание заслуженного тренера Республики Узбекистан.
В том году Акрамов окончил академию тренеров ФИФА и в 1995 году был приглашен возглавить национальную сборную Индии по футболу. В сборной Индии Акрамов проработал до 1997 года и вернулся в Узбекистан. В 1998 году был назначен техническим директором АФК. Работал техническим директором центра национальных сборных при Федерации футбола Узбекистана.
Автор более 30 трудов, около 100 научных статей и 6 книг о футболе. Свободно владел узбекским, русским, английским и французским языками.
Скончался 15 февраля 2022 года

## Достижения в качестве тренера

#### Со сборной Узбекистана
- Призёр Кубка Центральноазиатских стран: 1992
- Обладатель Кубка Независимости: 1994
- Чемпион летних Азиатских Игр: 1994

#### Со сборной Индии
- Чемпион Южноазиатских Игр: 1995
- Обладатель Кубка Федерации футбола Южной Азии: 1997
- Финалист Кубка Федерации футбола Южной Азии: 1995

### Личные награды
- Заслуженный тренер Республики Узбекистан (1994)[2]
- Медаль «Шухрат» (1994)[3]
- Кавалер Золотой Звезды АФК: 2010[4]